# بوتس دونيلي
بوتس دونيلي (بالإنجليزية: Boots Donnelly)‏ هو لاعب كرة قدم أمريكية أمريكي، ولد في 15 أكتوبر 1942 في ناشفيل في الولايات المتحدة.